# Ярост (филм, 1936)
Вижте пояснителната страница за други значения на Ярост.
„Ярост“ (на английски: Fury) е американски игрален филм от 1936 година, режисиран от Фриц Ланг. През 1995 г. филмът е включен в Националния филмов регистър.

## Актьорски състав
| Актьор          | Роля               |
| --------------- | ------------------ |
| Силвия Сидни    | Катрин Грант       |
| Спенсър Трейси  | Джо Уилсън         |
| Брус Кабът      | Кърби Доусън       |
| Уолтър Ейбъл    | Областния прокурор |
| Едуард Елис     | Шерифа             |
| Уолтър Бренан   | „Бъгс“ Майърс      |
| Франк Албъртсън | Чарли Уилсън       |